# Giardino Cassina de' Pomm
Il giardino Cassina de' Pomm è un parco della città di Milano. Sorge sulla sponda sinistra della Martesana, di fianco all'antico omonimo ritrovo, su un'area dove era localizzata la fabbrica Bonomi.
Situato nel quartiere di Greco, tra via Melchiorre Gioia e via Zuretti, conteneva al suo interno un piccolo canale artificiale, oggi interrato per ragioni di sicurezza, che riprendeva il percorso di un'antica roggia, la quale, uscendo dalla Martesana, alimentava tre mulini.

## Storia
Nel demolire la fabbrica di candele Bonomi se ne è salvato, per la continuità degli elementi architettonici, il muro perimetrale prospiciente il naviglio, la passerella che ne consentiva l'attraversamento e un minuscolo bunker-garitta che si trova in una delle due aree gioco. Sulla passerella molto si è scritto e detto, ribattezzandola, senza alcun riferimento documentato a Leonardo da Vinci, addirittura Ponte di Leonardo e identificandola con il ponte che, nei Promessi sposi, avrebbe attraversato Renzo giungendo a Milano. In realtà si tratta di una semplice passerella in ferro che collegava lo stabilimento alla sponda opposta della Martesana. La ricca iconografia che accompagna la storia della Cassina de' pomm ci consente di verificare come non esistesse nessun ponte fino all'inizio del XIX secolo e come, al contrario, la passerella compaia nei primi anni del XX. Il manufatto era poi chiamato in milanese el pont di pan fis, ossia il ponte di quelli che, grazie al salario, avevano garantito il pane tutti i giorni. Dal 2021 il ponte non è più agibile perché pericolante.

## Alberi e attrezzature
Robinia, mirabolano, pioppo nero, tiglio selvatico, ailanto, carpino bianco, ciliegio, quercia rossa, noce nero, pioppo cipressino e diverse varietà di acero. Il piccolo canale interno, rivestito in pietra e attraversato da minuscoli ponti in legno, è fiancheggiato per lunghi tratti da cespugli di rose.
Due le aree giochi per i bambini, un campo di bocce con due piste sul lato di via Zuretti.

## Galleria d'immagini

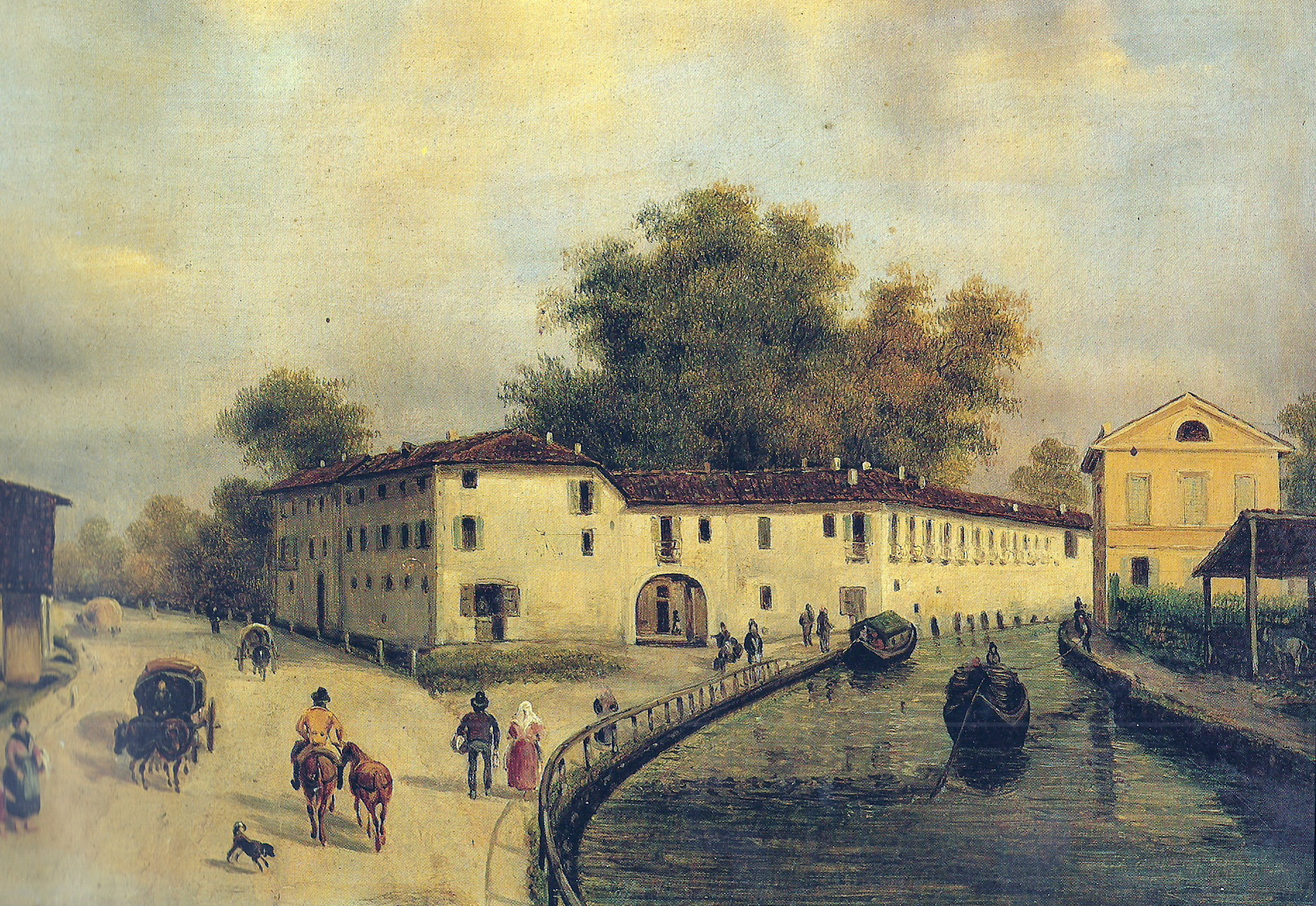
Nessun ponte in questa veduta dei primi dell'Ottocento
All'inizio del XX secolo compare "el pont di pan fis"
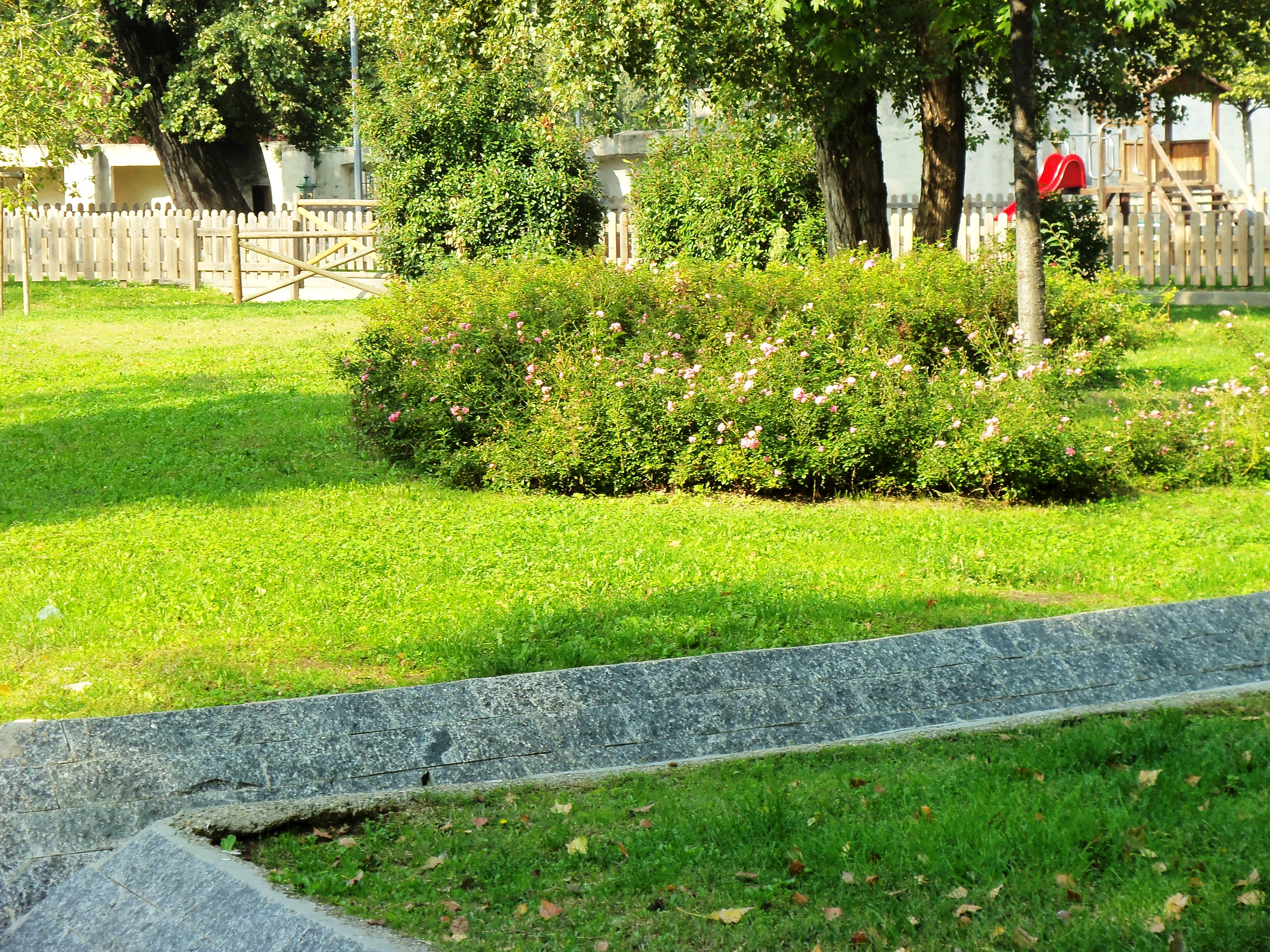
Il piccolo canale in pietra ricorda la roggia dei tre mulini
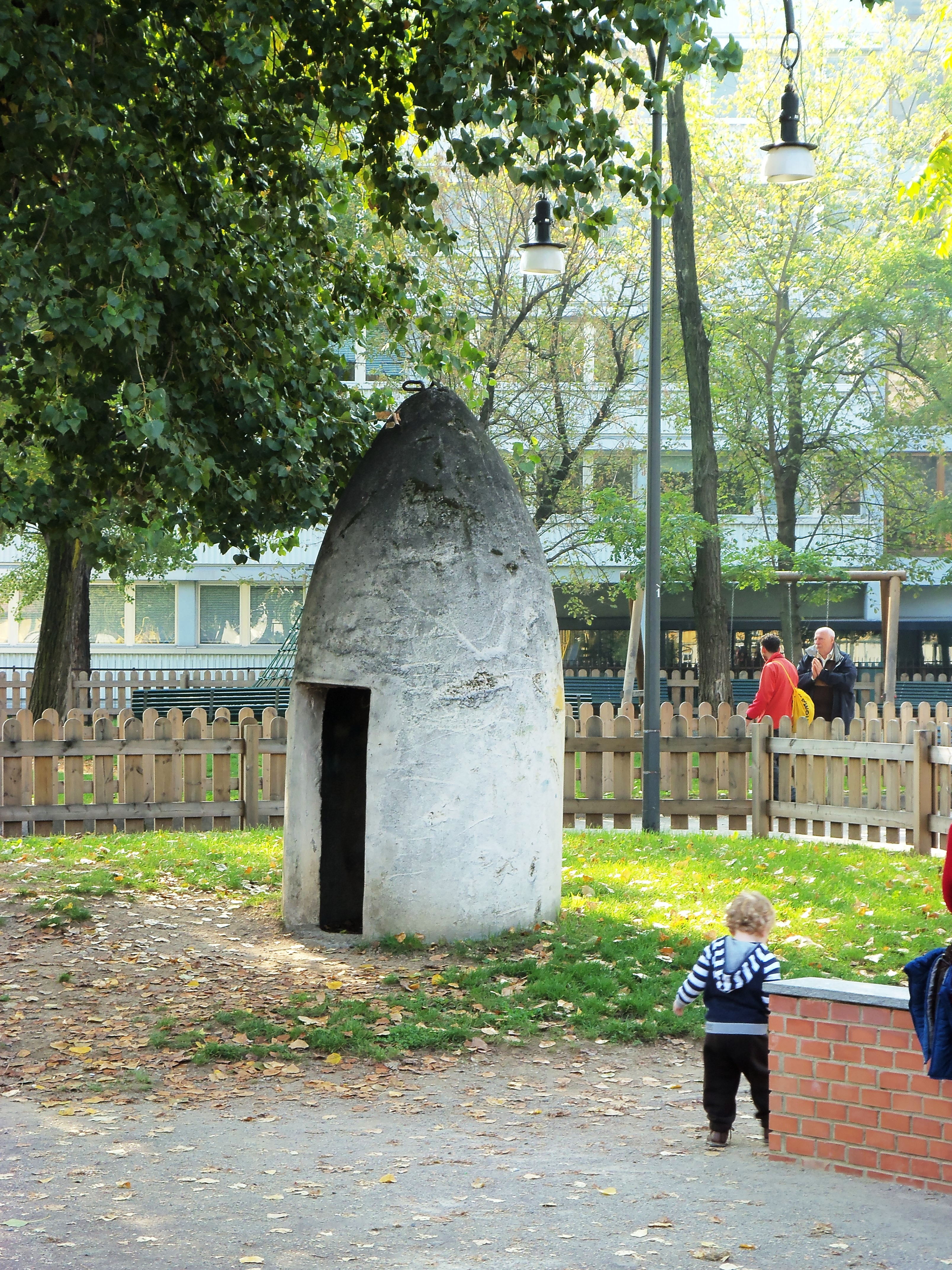
Il bunker-garitta della seconda Guerra mondiale